# Gassa d'amante doppia senza cima
La gassa d'amante doppia senza cima è un nodo ad occhiello. Come suggerisce il nome, è una variante del più famoso nodo Gassa d'amante. È una versione che viene usata sia in marina che in alpinismo ed anche in carpenteria.

## Usi

### Nautica
- Più resistente della gassa d'amante, può essere usata anche per issare in emergenza una persona.

### Alpinisimo
- Può essere usata per issare una persona in emergenza.

## Esecuzione
Vi è una seconda variante che si chiama Gassa d'amante doppia con cima.